# Nederslingeland
Nederslingeland (également Neder-Slingeland) est un polder et une ancienne commune des Pays-Bas, situé en Hollande-Méridionale, au nord-ouest de la ville de Gorinchem.
Ancienne seigneurie, puis commune indépendante depuis le début du XIXe siècle, Nederslingeland est rattachée à la commune de Noordeloos du 1er janvier 1812 au 1er avril 1817. En 1857, la commune est définitivement supprimée et rattachée à Peursum.
Située sur la Giessen, Nederslingeland avait une liaison par bac avec Giessen-Nieuwkerk au lieu-dit Pinkenveer, remplacé plus tard par un pont (devenu piétonnier de nos jours).